# Secret Santa
"Secret Santa" é o oitavo episódio da quarta temporada da série de televisão de comédia de situação norte-americana 30 Rock, e o 66.° da série em geral. Foi realizado por Beth McCarthy-Miller e teve o seu enredo escrito por Tina Fey, que além de ter criado o seriado, funcionava também como a argumentista-chefe, co-showrunner, produtora executiva e estrela principal. Elas se conheceram no tempo no qual integraram a equipa do Saturday Night Live (SNL), programa de televisão no qual Fey foi também argumentista-chefe. Diversos atores fizeram uma participação especial no episódio, incluindo Subhas Ramsaywack e Cheyenne Jackson, que retornou à série para desempenhar Jack "Danny" Baker pela segunda vez. O ator Larry Wilcox fez uma participação especial desempenhando uma versão fictícia de si mesmo. Este episódio marcou a estreia de Julianne Moore em 30 Rock.
Nos Estados Unidos, a transmissão original de "Secret Santa" ocorreu através da rede de televisão National Broadcasting Company (NBC) na noite de 10 de Dezembro de 2009. De acordo com o sistema de mediação de audiências Nielsen Ratings, aquela emissão foi assistida por uma média de 6 milhões e 700 mil agregados familiares durante a sua transmissão original norte-americana, e foi-lhe atribuída a classificação de 3,2 e 9 de share entre os telespectadores pertencentes ao perfil demográfico dos 18 aos 49 anos de idade. Em termos de número total de telespetadores, este foi o maior desde a transmissão de "Into the Crevasse" na noite de 22 de Outubro. Em comparação com o episódio anterior, "Dealbreakers Talk Show #0001", 30 Rock ganhou 7 por cento no grupo demográfico 18-49 e 10 por cento no total de telespectadores.
No episódio, o executivo Jack Donaghy (interpretado por Alec Baldwin) reencontra a sua paixão do ensino secundário, Nancy Donovan (Moore), através da rede social YouFace. Entretanto, Liz Lemon (Tina Fey) se esforça por encontrar o presente perfeito para ele. Entretanto, o estagiário Kenneth Parcell (Jack McBrayer) enfrenta uma crise de fé quando os argumentistas do TGS with Tracy Jordan (TGS) inventam uma religião falsa, o Verdukianismo, para evitar participar na troca de presentes do Pai Natal Secreto. Simultaneamente, Jenna Maroney (Jane Krakowski) fica ansiosa por partilhar as atenções com o novo membro do elenco do TGS, Jack "Danny" Baker (Jackson), principalmente após tomar conhecimento que ele é um cantor talentoso.
De um modo geral, "Secret Santa" deixou os críticos especialistas em  televisão do horário nobre divididos. O consenso geral foi de que o episódio foi agradável, mas não conseguiu captar totalmente a acutilância e a originalidade dos episódios natalinos anteriores. A participação de Moore foi universalmente aplaudida, embora o seu sotaque de Boston tenha recebido reações mistas. A química entre Jack e Nancy e a contribuição musical de Jackson foram destacados como pontos altos, mas a subtrama envolvendo o Verdukianismo e a de Jenna e Danny foram criticadas por serem desinteressantes e repetitivas. Embora tenham reconhecido os seus momentos de humor e espírito natalício, algumas tramas foram vistas como parecendo forçadas, e a ausência de Elaine Stritch como mãe de Jack foi notada.

### Análises da crítica

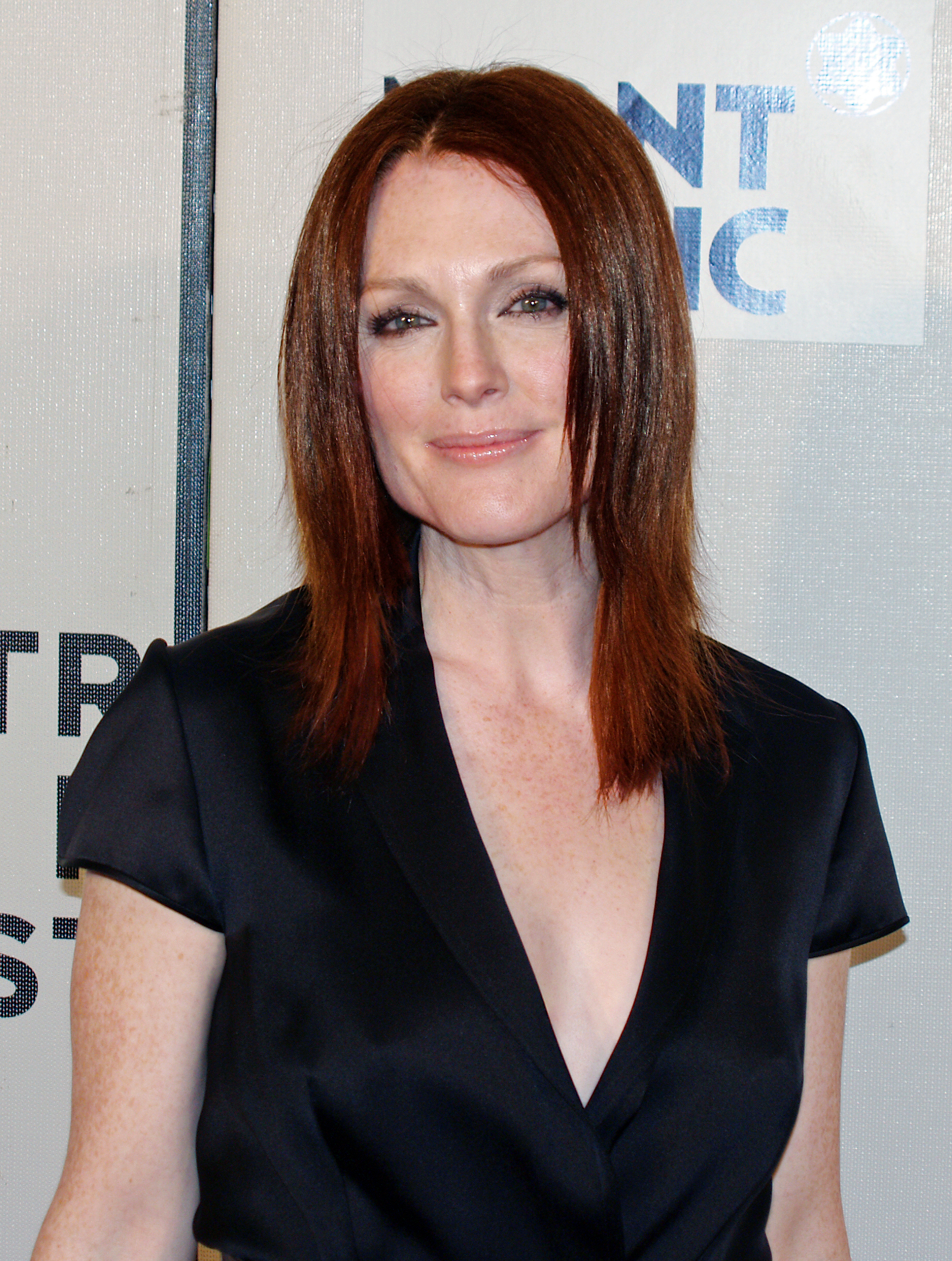
Julianne Moore foi universalmente aclamada pelo seu desempenho no episódio, mas o seu sotaque de Boston dividiu opiniões entre os críticos.

## Produção e desenvolvimento

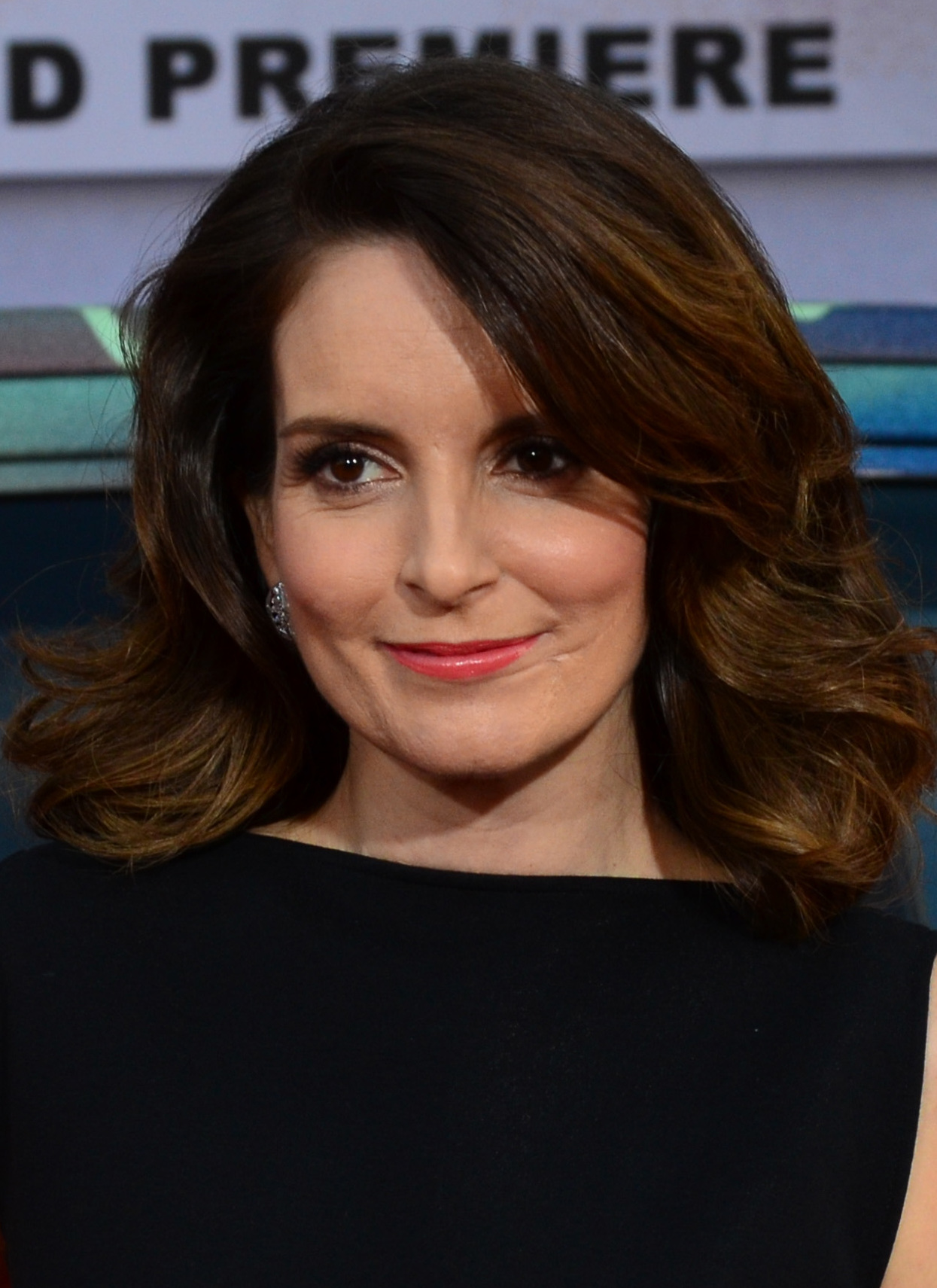
Este foi o 19.° episódio de 30 Rock a ser escrito por Tina Fey, criadora e estrela da série.

"Secret Santa" é o sétimo episódio da quarta temporada de 30 Rock. As suas filmagens decorreram a 20 de Novembro de 2009 nos Estúdios Silvercup, lugar em Manhattan, Cidade de Nova Iorque, onde 30 Rock é normalmente filmado. O episódio foi realizado por Beth McCarthy-Miller, sua nona vez a trabalhar na realização de um episódio de 30 Rock, e teve o seu enredo redigido por Tina Fey, que além de ter criado o seriado, era também a produtora executiva, co-showrunner, argumentista-chefe e estrela principal; este foi o 19.° episódio cujo guião foi escrito por si, estendendo o seu recorde da guionista com a maior quantidade de episódios escritos. McCarthy-Miller é uma antiga membro da equipa de realizadores do Saturday Night Live (SNL), um programa de televisão humorístico norte-americano transmitido pela NBC no qual Fey foi argumentista-chefe entre 1999 e 2006. 30 Rock é muitas vezes visto como um reflexo cómico do SNL, e Liz Lemon como uma versão ficcionada de Fey, encarnando as dificuldades de liderar um programa cómico num ambiente dominado por homens, tal como o seu papel na vida real no SNL. Vários antigos integrantes do elenco do SNL já desempenharam papéis importantes ou fizeram participações especiais em 30 Rock, inclusive Tracy Morgan e a própria Fey, que foi a primeira apresentadora feminina do segmento Weekend Update. Além de McCarthy-Miller, outros membros da equipa do SNL que já trabalharam em 30 Rock são: John Lutz, argumentista do SNL entre 2003 a 2010 e membro do elenco de 30 Rock; e Steve Higgins, argumentista e produtor do SNL de 1995 a 2009 que fez participações na sétima temporada de 30 Rock. Alec Baldwin, apesar de nunca ter sido membro do elenco do SNL, detém o recorde de ser o anfitrião do programa por mais vezes, com dezassete vezes.
Este foi o terceiro episódio de 30 Rock com temática natalina, após "Ludachristmas" e "Christmas Special", das segunda e terceira temporadas, respetivamente. Em "Secret Santa", Kenenth Parcell, estagiário da NBC, chega na sala dos argumentistas do TGS with Tracy Jordan (TGS) para os informar sobre o seu Amigo Secreto. McCarthy-Miller decidiu filmar aquela cena em particular como se fosse um filme de terror japonês, de modo a comunicar o horror que as personagens sentiram com a chegada de Kenenth. Uma das participações especiais em "Secret Santa" foi a do ator Larry Wilcox, popular pelo seu desempenho como Jonathan "Jon" Baker na série de televisão CHiPs. Liz Lemon revelou no episódio que tinha uma paixoneta adolescente por Wilcox. Subhas Ramsaywack, intérprete da Subhas, fez a sua segunda participação neste episódio. Ramsaywack é um contínuo dos Estúdios Silvercup. Quando Liz entra no escritório de Jack, o assistente de Jack, Jonathan, está a desempacotar sacos de papelão de uma loja fictícia chamada Vattené. "Vattene" é a palavra italiana para "Sai daqui" ou "Põe-te a andar daqui para fora." Mais tarde, Jenna diz o mesmo ao contínuo Subhas. Em uma outra cena filmada para "Secret Santa", mas cortada da emissão para a televisão e, ao invés, incluída no DVD da quarta temporada da série, como parte das cenas eliminadas na secção bónus, Liz vai à Vattene, uma loja de vestuário para homens, para comprar uma prenda de Natal para Jack, mas fica chocada com os preços. Vê então uma gravata vermelha e compra-a. Numa outra cena, Liz exclama "shark farts" e, quando questionada sobre o assunto numa entrevista em Abril de 2010, Fey revelou que "foi um termo que improvisámos e que acabámos por deixar. O estúdio pediu-nos para não o deixarmos, mas nós deixámo-lo."

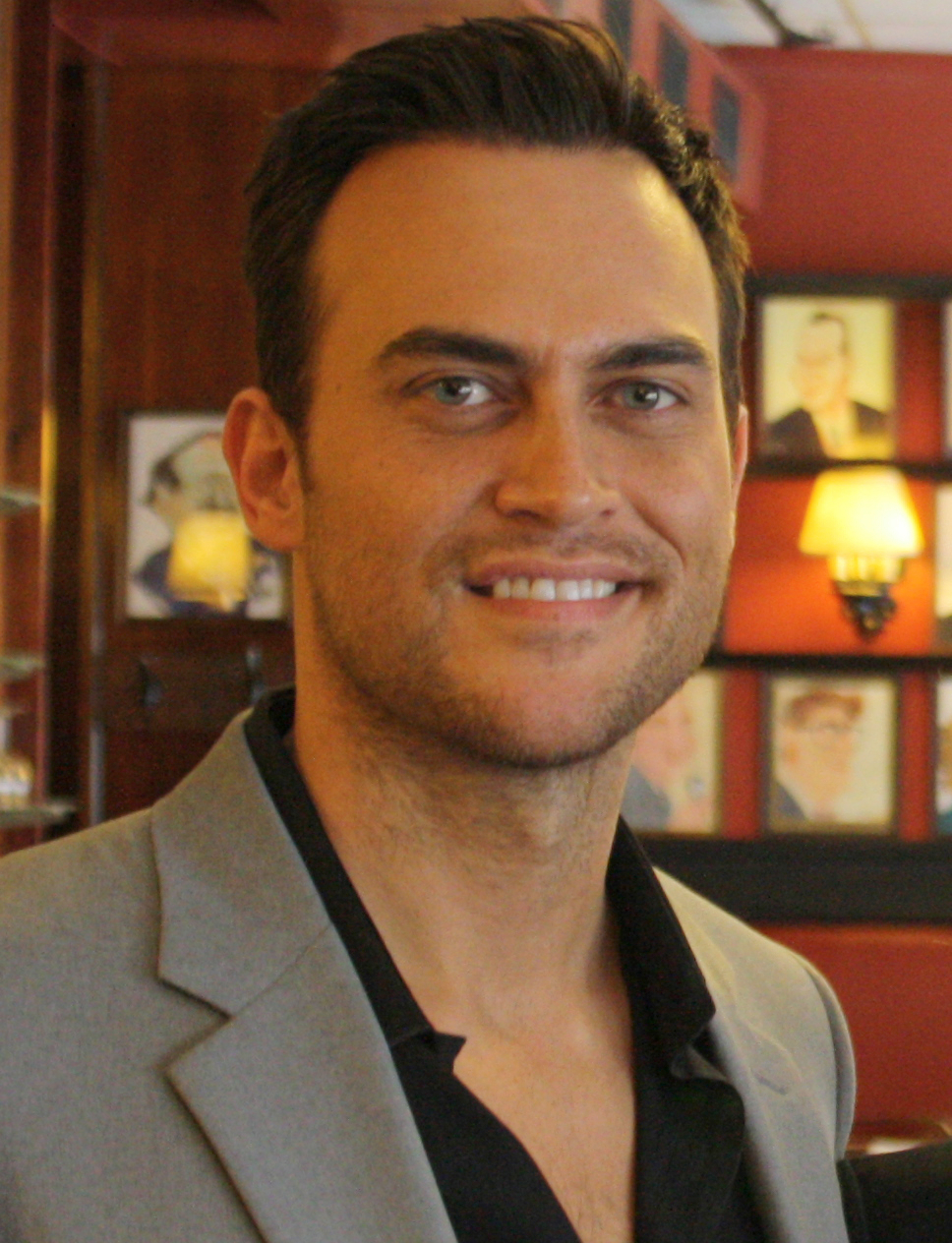
Este episódio marcou a segunda participação de Cheyenne Jackson em 30 Rock.

A participação da atriz Julianne Moore foi anunciada a 9 de Dezembro de 2009. Ela desempenhou Nancy Donovan, uma antiga paixão de Jack Donaghy no tempo do ensino secundário e novo interesse amoroso atual. A personagem foi introduzida como um esforço para que Jack começasse a ter relações mais adultas, sob a esperança de que algo mais profundo se desenvolvesse entre eles. Todavia, numa entrevista ao jornal USA Today em Outubro de 2009, Alec Baldwin, intérprete de Jack e produtor de 30 Rock, referiu que "Jack, com cinquenta anos, a continuar a usar as mulheres como uma droga, não é onde eu gostaria que ele acabasse." A filmagem das cenas decorridas no exterior do Rockfeller 30 na Cidade de Nova Iorque tomaram lugar a 5 de Novembro de 2009. McCarthy-Miller expressou ter ficado tão emocionada pelas cenas de Moore e Baldwin que se "perdia nas cenas; esquecia-me de gritar corta." Um sentimento similar foi partilhado pelo argumentista Vali Chandrasekaran, que relatou que esta foi uma das poucas vezes nas quais desejou que pudessem abrandar essas cenas, apesar do ritmo rápido de 30 Rock.  Talvez fosse apenas a magia de estar ao lado de Julianne Moore e Alec Baldwin ao mesmo tempo - eu gostava tanto dessas cenas pessoalmente. No ecrã, por muito que as adorasse, achei que foram ainda melhores quando as estava a ver em direto."
"Secret Santa" marcou a segunda participação do ator Cheyenne Jackson como Jack "Danny" Baker em 30 Rock, após a sua estreia em "The Problem Solvers". Jackson é um cantor e já cantou em produções da Broadway. Neste episódio, é revelado que, além de atuar, a sua personagem também sabe cantar, uma descoberta que com que Jenna tivesse um "ataque de fúria," com sangue a pingar-lhe do nariz. Então, de modo a deixá-lá feliz, Danny cantou desafinado durante um dueto com ela, uma experiência descrita pelo ator como "mais difícil do que se possa pensar. Trabalhei muito para que soasse real e fosse credível. Mas tive uma resposta boa e engraçada, por isso estou contente por ter resultado." Ele também revelou que este foi o seu momento preferido na série.
Judah Friedlander, intérprete do argumentista Frank Rossitano em 30 Rock, é conhecido pela sua coleção de chapéus de camionista adornados com vários slogans, frases e palavras. Esta caraterística não é apenas um adereço aleatório, mas sim uma parte integrante da personalidade de Frank e do humor da série. Segundo Friedlander, ele desenha e cria estes chapéus pessoalmente, tendo originado chapéus suficientes para usar um diferente em cada cena de 30 Rock, o que se traduz em cerca de três chapéus por episódio. O conteúdo dos chapéus de Frank reflete frequentemente a sua personalidade sarcástica, interesses peculiares ou referências à cultura popular. Alguns exemplos notáveis incluem erros ortográficos, frases nostálgicas e afirmações bizarras que dão uma ideia do carácter de Frank antes mesmo de ele falar. Ocasionalmente, os chapéus são incorporados no enredo, acrescentando uma camada extra de comédia. A personalidade de Friedlander na vida real também envolve o uso de chapéus semelhantes durante as suas atuações de comédia stand-up. Muitas vezes, ostenta nesses chapéus títulos ou capacidades ultrajantes, como "Campeão do Mundo" em diversas línguas, o que contrasta humoristicamente com o seu comportamento descontraído. Em "Secret Santa", Frank usa bonés que leem "PG-25" e "I'm Cool."

## Enredo
Jack Donaghy (Alec Baldwin) e Liz Lemon (Tina Fey) decidem trocar prendas no Natal pela primeira vez este ano. Como é típico de si, Jack faz disso um jogo, o qual só joga porque sabe que vai ganhar. Ele adora dar prendas porque depois usa a culpa para manipular a quem as recebe, como aparentemente nada do que lhe dão está à altura do que ele dá. O seu assistente Jonathan (Maulik Pancholy), que considera Jack o melhor presenteador de todos os tempos, comprou-lhe uma vez uma garrafa de azeite de 95 dólares mas, em troca, Jack libertou a irmã de Jonathan de uma prisão norte-coreana. Tudo isto faz Liz refletir bastante sobre o que lhe oferecer. Paralelamente, Jack reencontra Nancy Donovan (Julianne Moore), sua namorada do tempo do ensino secundário, através de uma nova rede social chamada YouFace, na qual descobre que o casamento dela se estava a desintegrar. Isto faz Jack recordar o seu passado juntos e tenta restabelecer communicação. Nativa de Boston, Massachusetts, Nancy está de visita à Cidade de Nova Iorque, e se encontra com Jack no Centro Rockfeller. Quando Liz acaba por comprar uma gravata cara que Jack já tem, os dois concordam em gastar nada nas prendas. Porém, à medida que a troca de prendas se aproximava, Liz esforçava-se cada vez mais por encontrar algo que pudesse competir com o que Jack poderia obter da sua rede de contatos interminável. No final, Jack oferece a Liz um programa da atuação dela em As Bruxas de Salém no ensino secundário, emoldurado em madeira do palco onde ela representava John Proctor. Ele não reembolsou Jonathan pelos custos de combustível, cumprindo com o requisito de "zero dólares." Apesar de Jack ser "o melhor presenteador de sempre," Liz conseguiu impressionar Jack com o seu presente depois de ter avisado sobre uma ameaça de bomba na Estação Pennsylvania, impedindo Nancy de regressar a Boston e dando-lhes mais tempo para o romance. Em retorno, Jack arranja maneira de Liz realizar o seu sonho de conhecer Larry Wilcox como o agente Jon Baker de CHiPs.
Jenna Maroney (Jane Krakowski) fica cada vez mais ansiosa por partilhar as atenções com Jack "Danny" Baker (Cheyenne Jackson), o novo ator do programa de televisão TGS with Tracy Jordan (TGS). Pete Hornberger (Scott Adsit), produtor do TGS, descobre que Danny é um cantor talentoso. Apesar da falta de interesse de Danny em cantar no programa, Pete decide dar-lhe o solo de Natal da transmissão ao vivo do TGS, ao invés de Jenna. Ele faz isto como uma vingança por Jenna nunca contribuir para a oferta do elenco e da equipa do TGS à equipa de limpeza do programa, o que é uma fonte anual de frustração para Pete, e ele sabe que Jenna ficaria destroçada se Danny cantasse no episódio de Natal ao invés dela. Jenna fica indignada ao tomar conhecimento disto, ao ponto de ter um "ataque de fúria," e tenta convencer Subhas (Subhas Ramsaywack), um empregado de limpeza do TGS, a dar um murro na garganta de Danny. Todavia, quando Danny fica a saber da mágoa de Jenna, de modo a manter a paz durante as festas de fim de ano, ele sugere que eles façam um dueto, no qual ele canta desafinado para que Jenna continuasse a fazer boa figura perante o público.
Entretanto, Kenneth Parcell (Jack McBrayer), estagiário da NBC, está a organizar a sua Troca de Diversões do Pai Natal Secreto, cheia de regras, para grande desgosto dos argumentistas do TGS. De modo a se livrarem disto, Frank Rossitano (Judah Friedlander), James "Toofer" Spurlock (Keith Powell) e J.D. Lutz (John Lutz) proclamam serem adeptos estritos do Verdukianismo, uma religião que inventam na hora, e pedem que Kenneth lhes dê coisas que alegadamente precisam para o Merlinpeen, o feriado verdukiano dos prazeres da boca. Entre os princípios do Verdukianismo estão o poder curativo da cerveja de raiz e a crença de que um homem pode ter até nove mulheres se duas forem homens. No dia de Merlinpeen, os Verdukianos saem mais cedo do trabalho para ir ao cinema. De princípio, Kenneth acredita nesta mentira, mas Tracy Jordan (Tracy Morgan) expõe o estratagema. Kenneth fica em choque com a ideia de que todas as religiões são inventadas pelo homem, levando-o a questionar a sua própria fé. A sua fé é restaurada quando os três são presos pela ameaça de bomba que Liz fez, usando o seu telemóvel.

## Referências culturais

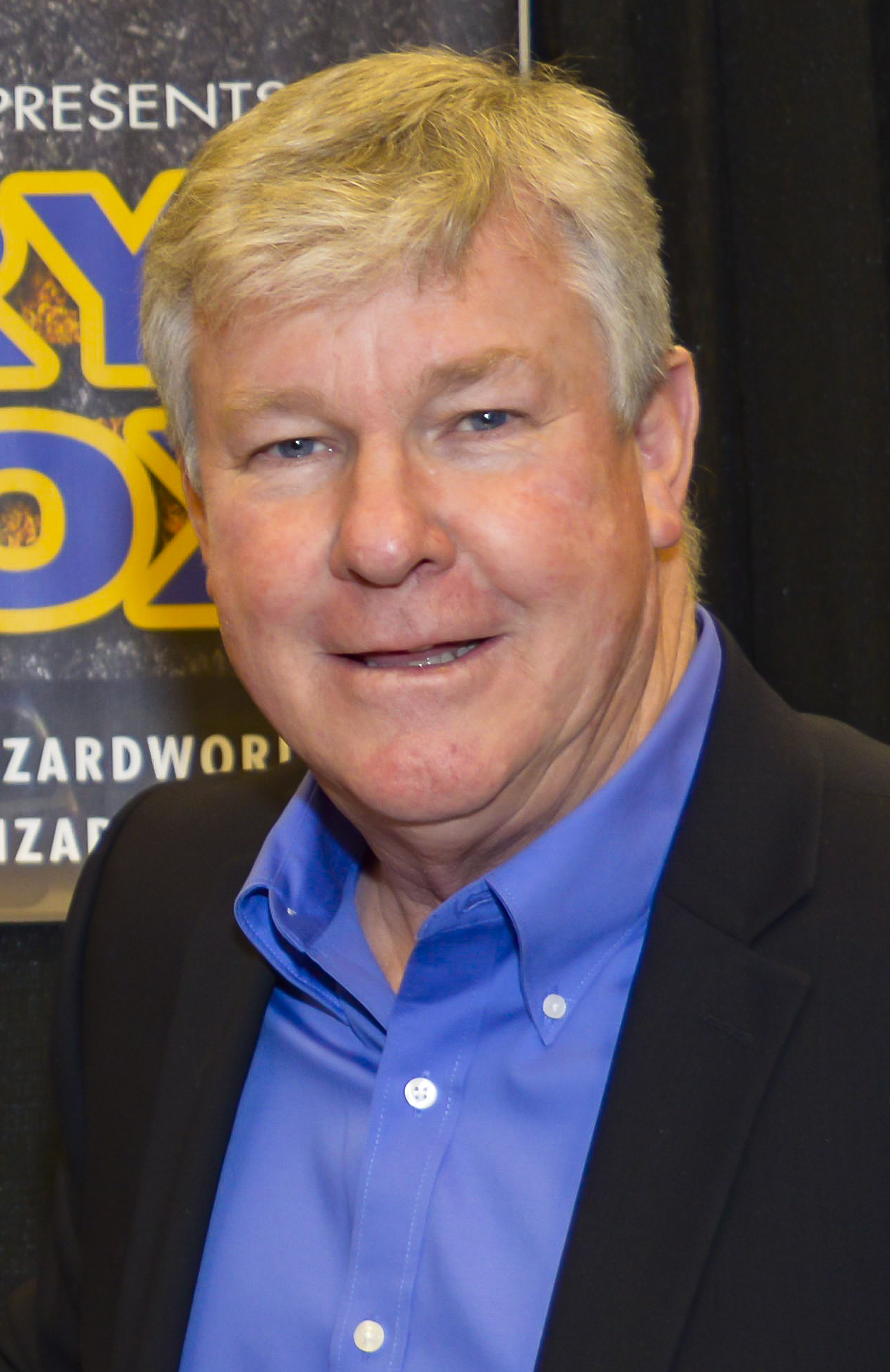
Larry Wilcox participou do episódio caracterizado como a sua personagem de CHiPs.